# Breanna Yde
Breanna Nicole Yde (Sídney, 11 de junio de 2003), conocida por su nombre artístico YDE, es una actriz y cantante australiana-estadounidense. Es conocida por interpretar a Frankie Hathaway en la serie The Haunted Hathaways, Tomika en School of Rock y Gina en  Malibu Rescue.

## Vida y carrera
Yde nació en New South Wales, Sídney. En 2008, ella se mudó a Rancho Santa Fe, California, y en 2012, se trasladó a Los Ángeles.
Comenzó su carrera como actriz en el año 2009, a la corta edad de 6 años. En el año 2013, Breanna obtuvo el papel de Frankie Hathaway en la serie de Nickelodeon The Haunted Hathaways.
Ese rol era uno de los principales y tal serie se estrenó el 13 de julio de 2013.
A finales de 2015, se confirmó que YDE formaría parte del elenco de School of Rock, como Tomika, y se estrenó en Nickelodeon el 12 de marzo de 2016.
El 16 de octubre de 2020 estrenó su primer álbum Stopped Buying Diamonds y el 4 de diciembre de ese mismo año, estrena su segunda canción BlindLife. A la corta edad de 17 años es cantante, compositora, multiinstrumentista, además de actriz. Tiene un talento innato.

## Filmografía
| Año       | Título                                         | Rol                | Notas                                                 |
| --------- | ---------------------------------------------- | ------------------ | ----------------------------------------------------- |
| 2009      | Social Studies                                 | Annie              | Cortometraje                                          |
| 2010      | Level 26: Dark Prophecy                        | Sibby Dark (joven) |                                                       |
| 2011      | How I Met Your Mother                          | Niñita             | Episodio: "Challenge Accepted"                        |
| 2013-2015 | The Haunted Hathaways                          | Frankie Hathaway   | Papel principal, serie de TV Nickelodeon              |
| 2014      | Charlie at a Grown-Up Dinner                   | Charlie            | Cortometraje                                          |
| 2014      | Santa Hunters                                  | Zoey               | Película para televisión                              |
| 2015      | Instant Mom                                    | Grace              | Episodios: "Thumper for President", "Walk Like a Boy" |
| 2015      | Nickelodeon's Ho Ho Holiday                    | Ella misma         | Especial de televisión                                |
| 2016-2018 | School of Rock                                 | Tomika             | Papel principal, serie de TV Nickelodeon              |
| 2016-2019 | The Loud House                                 | Ronnie Anne        | Recurrente; voz                                       |
| 2016      | Albert                                         | Molly              | Voz; película para televisión                         |
| 2017      | Nickelodeon's Not So Valentine's Special       | Ella misma         | Papel principal; especial de televisión               |
| 2017      | Nicky, Ricky, Dicky & Dawn                     | Simone             | Episodio: "To Be Invited or Not to Be"                |
| 2017      | Nickelodeon's Sizzling Summer Camp Special     | Delores            | Especial de televisión                                |
| 2017      | Escape from Mr. Lemoncello's Library           | Akimi              | Película original de Nickelodeon para televisión      |
| 2017      | Mariah Carey's All I Want for Christmas Is You | Little Mariah      | Voz                                                   |
| 2019-2020 | Malibu Rescue                                  | Gina               | Papel principal                                       |